# Castello di Pietralata
Il castello di Pietralata è una costruzione risalente ai primi anni dell'XI secolo, costruito su uno sperone roccioso quasi inaccessibile situato alle pendici del monte di Pietralata (900 m s.l.m.), nel Montefeltro, in provincia di Pesaro e Urbino.
Esso si trova immerso nella riserva naturale della Gola del Furlo.
Della costruzione originaria è giunto fino a noi il poderoso muro di cinta alto poco meno di 10 metri, le rovine del complesso centrale del mastio, risalenti anch'esse all'XI secolo, una chiesa ancora consacrata alla Trinità ed utilizzata ogni anno per la celebrazione della Santissima Trinità, una casa canonica annessa risalente al XIV secolo, disposta su tre piani, collegata alla chiesa con un particolare corridoio sospeso.
Al di fuori delle mura è presente una costruzione che un tempo ospitava una scuola comunale, risalente al secolo XVIII, dove è ora presente un'attività ristorativa privata, che rende l'antica costruzione l'unico elemento ancora in attività del complesso.